# Bardovtsi
Bardovtsi ou Bardovci (en macédonien Бардовци) est un village situé à Karpoch, une des dix municipalités spéciales qui constituent la ville de Skopje, capitale de la Macédoine du Nord. Le village comptait 1 472 habitants en 2002. Tout proche de l'agglomération de Skopje, il se trouve sur la rive nord du Vardar, à proximité de la colline de Zaïtchev Rid. Le centre-ville de Skopje se trouve à 11 kilomètres à l'est du village.
Bardovtsi possède une église remarquable ainsi que des anciennes baraques ottomanes du XIXe siècle. Appelées baraques Havzi-Pacha (Хавзипашини конаци), elles sont depuis 2009 l'objet de rénovations. Elles doivent accueillir la Cinémathèque de Macédoine. Bardovtsi possède enfin un important hôpital psychiatrique.
Bardovtsi a longtemps été tourné vers l'agriculture, mais la proximité de Skopje en fait une localité périurbaine et le village est devenu depuis quelques années un lieu de résidence de choix et quelques personnalités macédoniennes y vivent.

## Démographie
Lors du recensement de 2002, la municipalité comptait :
- Macédoniens : 1432
- Serbes : 31
- Roms : 2
- Autres : 7

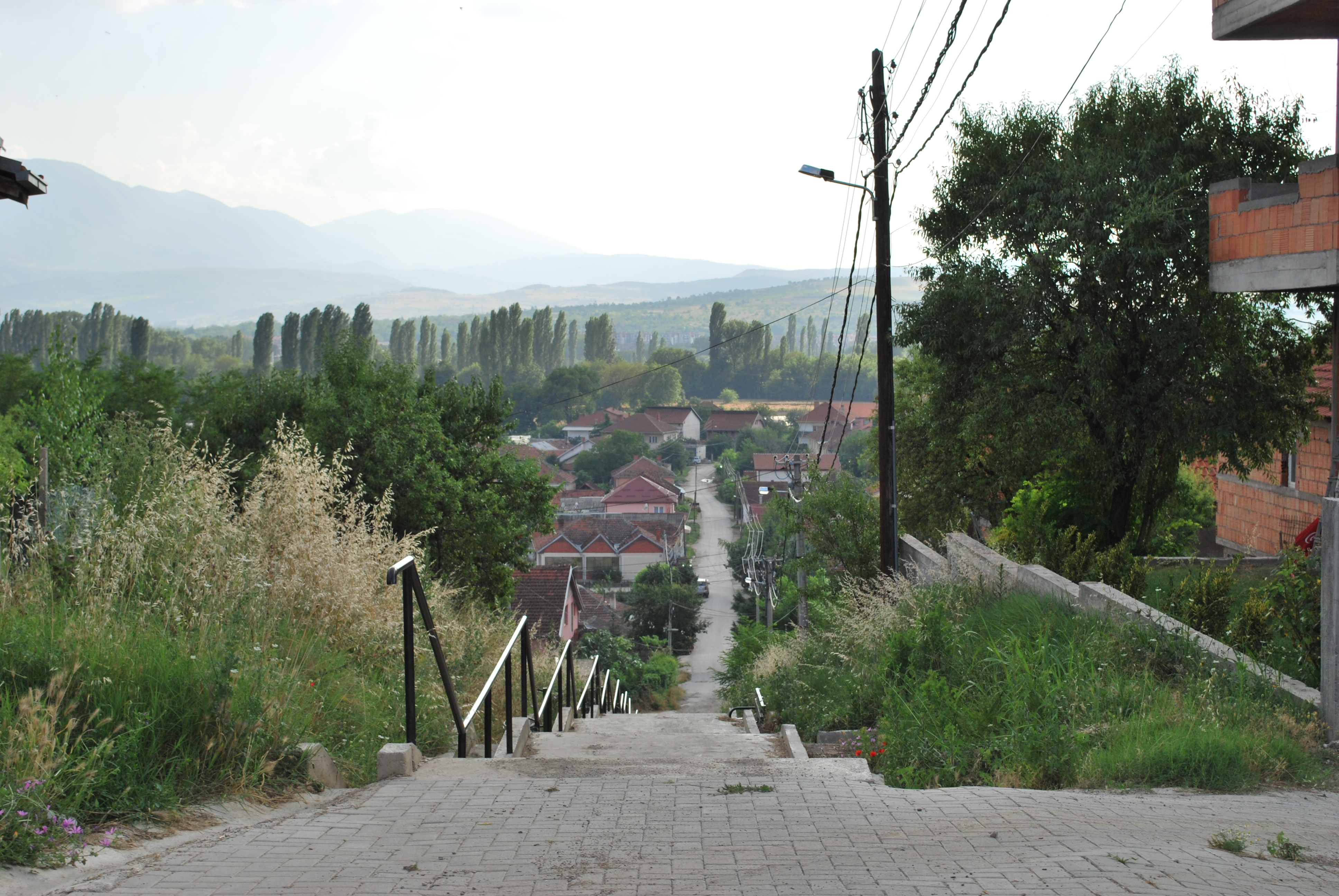
rue du village
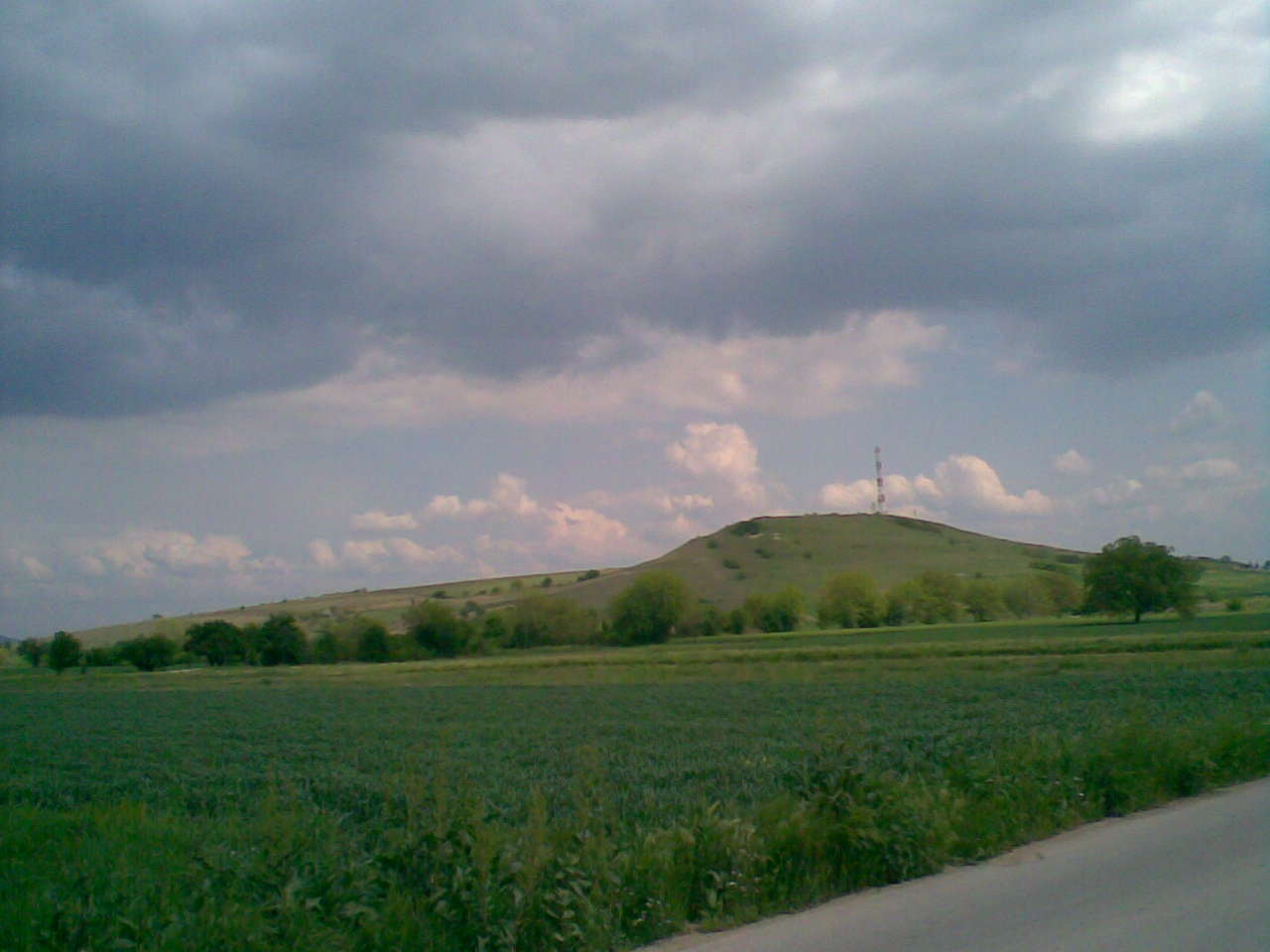
La colline de Zaïtchev Rid
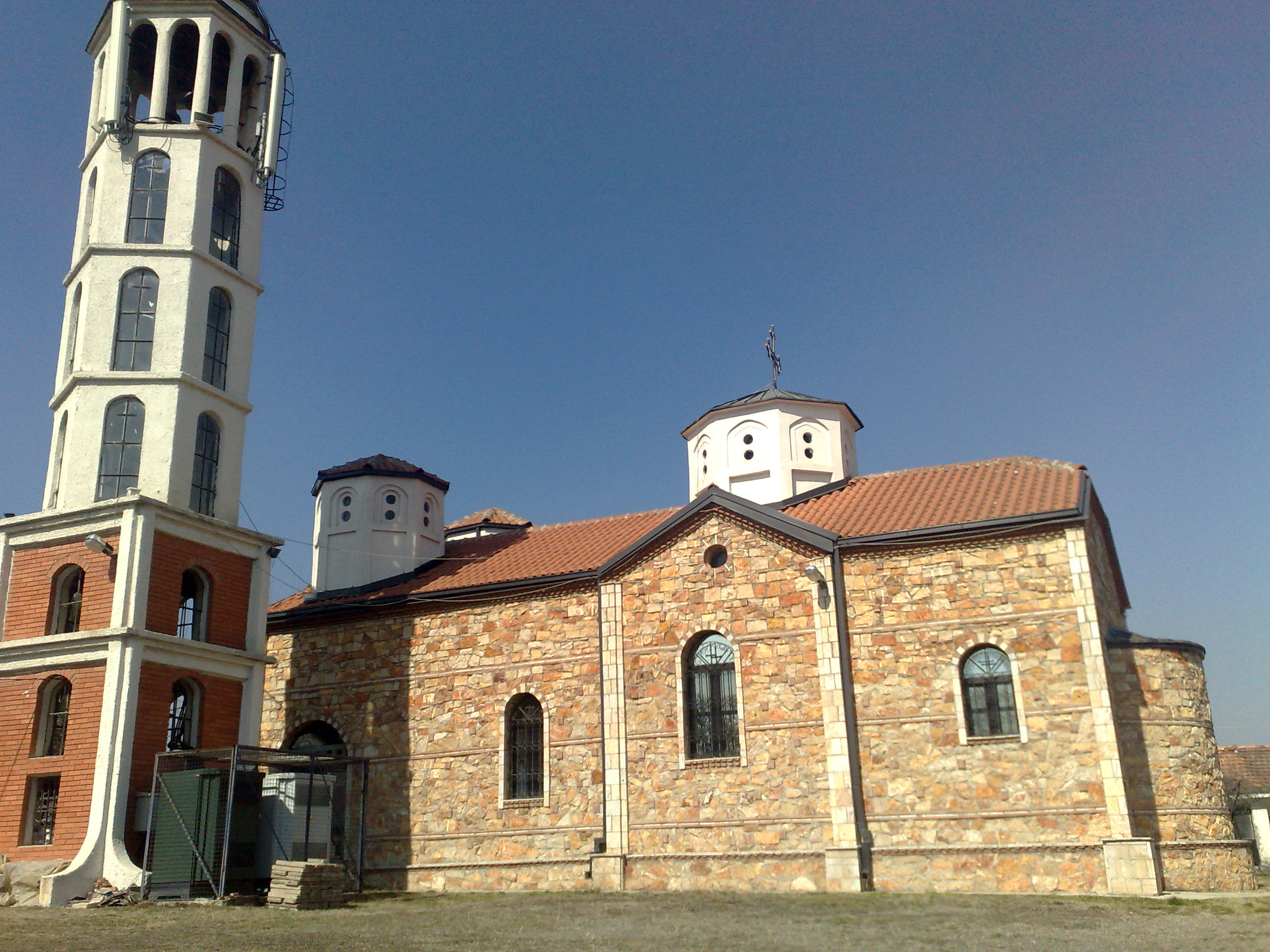
L'église de la Sainte-Trinité
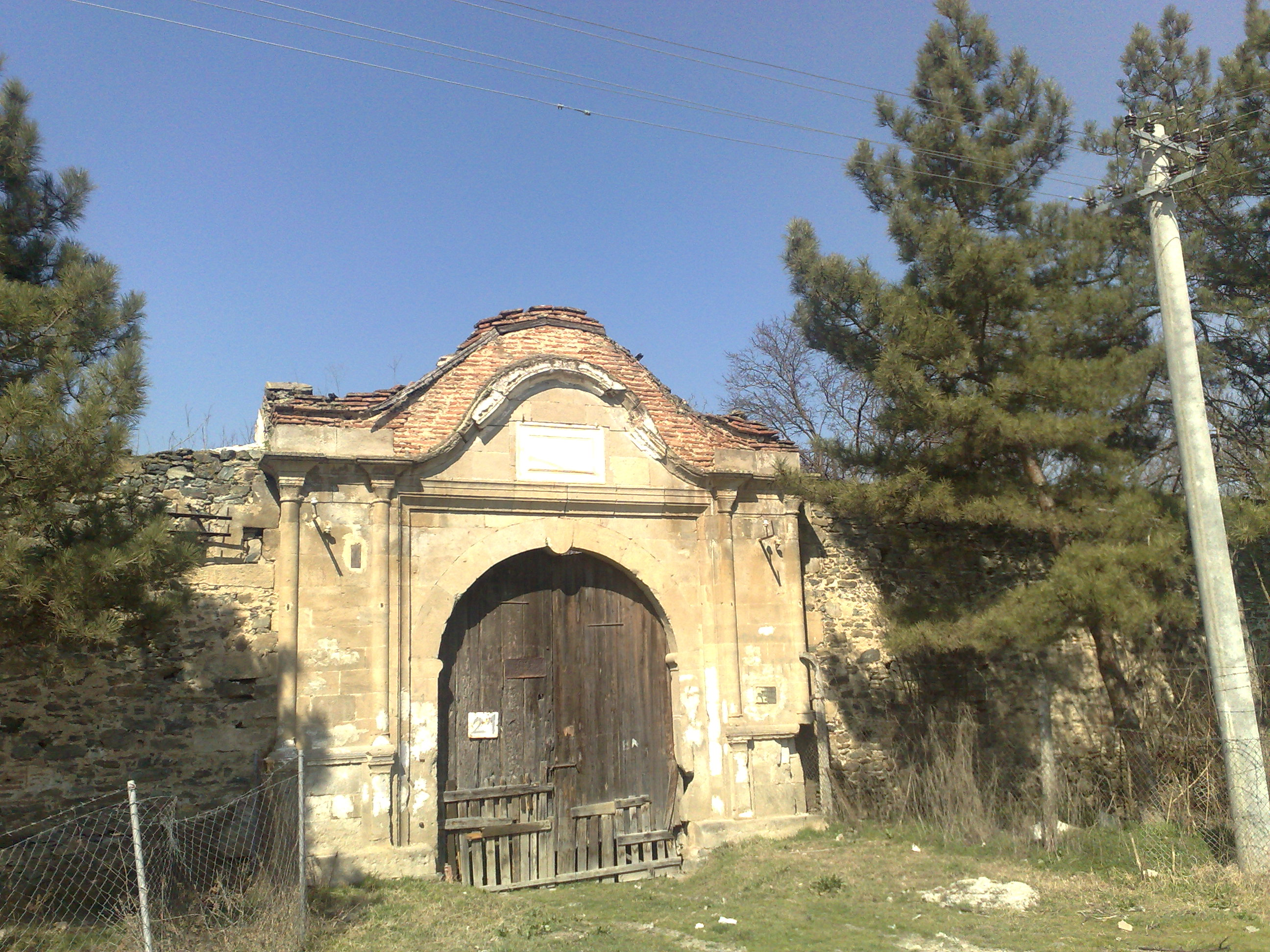
Porche des baraques Havzi-Pacha